# Amassakoul
Albums de Tinariwen
The Radio Tisdas Sessions
(2002) Aman Iman
(2007)
Amassakoul (en tamasheq : « ⵎⵙⵘⵍ », signifiant « Le voyageur ») est le deuxième album de Tinariwen, le groupe de musique blues touareg sorti le 12 octobre 2004 sur le label World Village d'Harmonia Mundi.

## Historique
L'enregistrement de l'album a eu lieu au studio Bogolan à Bamako et le mixage aux studios Karma (Angers) et Sitartri (Saint-Mavaire-en-Mauges) en France. Cet l'album est celui de la consécration pour le groupe qui a pu faire une tournée internationale pour le présenter, notamment en Europe et aux États-Unis, et mettre réellement pour la première fois la musique actuelle touarègue sur la scène mondiale après le succès nettement plus restreint de The Radio Tisdas Sessions paru en 2002 puis réédité en 2005 après le succès d'Amassakoul.
Le titre phare de l'album Amassakoul 'N' Tenere est un hymne au désert. Le titre évoque l'apprentissage et la maîtrise de cet environnement aride, mais aussi sa contemplation et l'amour du Ténéré.

## Titres de l'album
| 1.    | Amassakoul 'N' Ténéré | 3:22 |
| 2.    | Oualahila Ar Tesninam | 3:50 |
| 3.    | Chatma                | 5:38 |
| 4.    | Arawan                | 4:04 |
| 5.    | Chet Boghassa         | 3:51 |
| 6.    | Amidinin              | 2:51 |
| 7.    | Ténéré Daféo Nikchan  | 4:48 |
| 8.    | Aldhechen Manin       | 3:57 |
| 9.    | Alkhar Dessouf        | 4:52 |
| 10.   | Eh Massina Sintadoben | 4:31 |
| 11.   | Assoul                | 4:08 |
| 45:52 |                       |      |

## Musiciens ayant participé à l'album
- Ibrahim ag Alhabib : guitare, flûte (7, 9, 11), chant
- Abdellah ag Alhousseini : guitare, calebasse (2, 9), chant
- Alhassan ag Touhami : guitare, chant
- Eyadou ag Leche : basse, calebasse, chœurs
- Elaga ag Hamid : guitare, chœurs
- Saïd ag Ayad : percussions, chœurs
- Mina wallet Oumar : chœurs
- Wounou wallet Oumar : chœurs (2, 4)
- Bakaye ag Ayad : derbouka
- Bastien Gsell : flûte (9), didjeriddo (11)